# 8Wines
8Wines, est un détaillant de vin en ligne établi en 2015, spécialisé dans une sélection de vins souvent difficiles à trouver. L'entreprise a développé une plateforme permettant aux consommateurs de découvrir et d'acheter des vins uniques provenant de diverses régions du monde. Elle met l'accent sur des relations directes avec les vignobles et propose une sélection soigneusement choisie de millésimes rares. 8Wines a gagné en reconnaissance dans le secteur de la vente de vin en ligne, en particulier parmi les consommateurs intéressés par des vins exclusifs et de boutique,.

## Histoire et croissance
8Wines a été fondée dans le but de fournir des vins américains de premier choix aux consommateurs européens. Depuis sa création, l'entreprise a élargi son offre pour inclure une variété de vins du Nouveau Monde provenant de régions telles que l'Australie, la Nouvelle-Zélande et l'Argentine, en plus de sélections de haute qualité provenant de pays européens tels que la France, l'Italie et l'Espagne. La croissance de l'entreprise et sa capacité à obtenir des vins distinctifs sont attribuées à ses partenariats avec plus de 700 vignobles à l'échelle mondiale.
En 2021, 8Wines a sécurisé un investissement en capital minoritaire de la part de Chateau Purcari, un vignoble réputé basé en Moldavie. Dans le cadre de ce partenariat, Purcari a acquis une participation de 10 % dans 8Wines, ce qui a renforcé la capacité de l'entreprise à fournir des vins de premier choix provenant de la région d'Europe centrale et orientale (CEE). Chateau Purcari est reconnu comme un vignoble de premier plan dans la région et a été récompensé par le titre de meilleur vignoble de la CEE lors des Decanter Awards en 2023. 8 Wines a participé à l'événement Forbes Next Big Thing en organisant une dégustation de vins,,,,.
8Wines a connu une croissance significative et a été reconnu dans des publications spécialisées comme l'une des entreprises de vin à la croissance la plus rapide en Europe. L'entreprise a déclaré un taux de croissance de 372,6 % et un taux de croissance annuel moyen de 67,8 %.

## Récompenses
L'entreprise a reçu un prix d'or de Wine-Searcher pour sa sélection pendant sept années consécutives,.
En 2024, 8Wines a été classé par le Financial Times parmi les 1 000 entreprises à la croissance la plus rapide en Europe, reflétant son expansion rapide et la demande croissante de vins de premier choix sur le marché en ligne,,.